# Pandanus parvus
Pandanus parvus är en enhjärtbladig växtart som beskrevs av Henry Nicholas Ridley. Pandanus parvus ingår i släktet Pandanus och familjen Pandanaceae. Inga underarter finns listade.